# Kepler-206d
Kepler-206d és un planeta extrasolar que forma part d'un sistema planetari format per almenys tres planetes. Orbita l'estrella denominada Kepler-206. Va ser descobert l'any 2014 per la sonda Kepler per mitjà de trànsit astronòmic.